# Islote Madame
Islote Madame (en francés: Îlet Madame, literalmente «Islote Señora») es uno de los islotes de Robert (Îlets du Robert) cerca de la costa de la isla caribeña de Martinica.
El islote se encuentra situado en la Bahía de Havre du Robert, cerca de la Punta la Rose (Pointe la Rose), que depende del municipio (Comuna o commune) de Robert.
Un muelle construido en 2009, permite que las embarcaciones (los buques, barcos, yates) tengan acceso a la sombra de la isleta.
Una playa de arena y aguas color turquesa destacan en el Islote Madame.